# ناصر بنيان
ناصر بنيان الخالدي، من مواليد 1973، لاعب كرة قدم كويتي سابق، لعب مع نادي القادسية الكويتي ومنتخب الكويت لكرة القدم. وهو أخ اللاعب محمد بنيان.

## بداياته
بدأ اللاعب ناصر الخالدي مشواره الرياضي في العام 1988 في نادي السالمية ثم إنتقل الي نادي الساحل ثم دخل نادي القادسية وهو في سن 21 وتم اختياره الي الفريق الأول، وأشرك في أول مباراة له في موسم 1987/1988 أمام نادي السالمية في الدوري الكويتي، وانتهت المباراة بفوز نادي القادسية الكويتي 2-0.